# RX Водолея
RX Водолея (лат. RX Aquarii), HD 201882 — одиночная переменная звезда в созвездии Водолея на расстоянии приблизительно 915 световых лет (около 281 парсека) от Солнца. Видимая звёздная величина звезды — от +8,6m до +7,8m.

## Характеристики
RX Водолея — красный гигант, пульсирующая медленная неправильная переменная звезда (LB) спектрального класса M4 или M6III. Эффективная температура — около 3286 К.